# La Virgen y el Gitano
La Virgen y el Gitano es una novela tardía de D. H. Lawrence. Escrita en 1926, fue publicada póstumamente en 1930. 

## Argumento
Narra la historia de Lucille e Yvette, las hijas de un vicario destinado a una aldea tras la fuga de su mujer con un hombre más joven. En la vicaría viven también la madre y la hermana del vicario, dos mujeres amargadas y ruines que se dedican a tratar de ahogar cualquier brote de vida o espontaneidad en las dos jóvenes, convencidas de que cualquier cosa que las aparte de la apariencia modosa y recatada que ellas les imponen será un brote del temperamento frívolo y alocado de su madre y puede conducirlas a la tragedia. 
Cuando las dos jóvenes regresan al hogar tras haber completado su educación, nada parece atenuar su aburrimiento y su sensación de enclaustramiento hasta que una tarde de excursión acaban visitando un campamento gitano para que les digan la buenaventura. En el campamento la más joven de las hermanas, Yvette, se fija en un gitano que la obsesionará por su físico rudo, su fiereza y por la vida salvaje y libre que adivina que lleva. 
A partir de entonces, la necesidad de aventura, de vida y de emociones hacen que Yvette sueñe con escapar del ambiente opresivo de la vicaría para abrazar la libertad de los vagabundos.

## Comentario
La obra dibuja con trazo seguro el retrato de cada uno de los personajes, con sus dobleces y sus frustraciones, los rencores y las pequeñas miserias que cada uno guarda en su interior y que le hacen ser cruel con los demás sin que nunca llegue a notarse, como una corriente subterránea bajo una superficie tersa como un espejo.